# Scarico sincrono

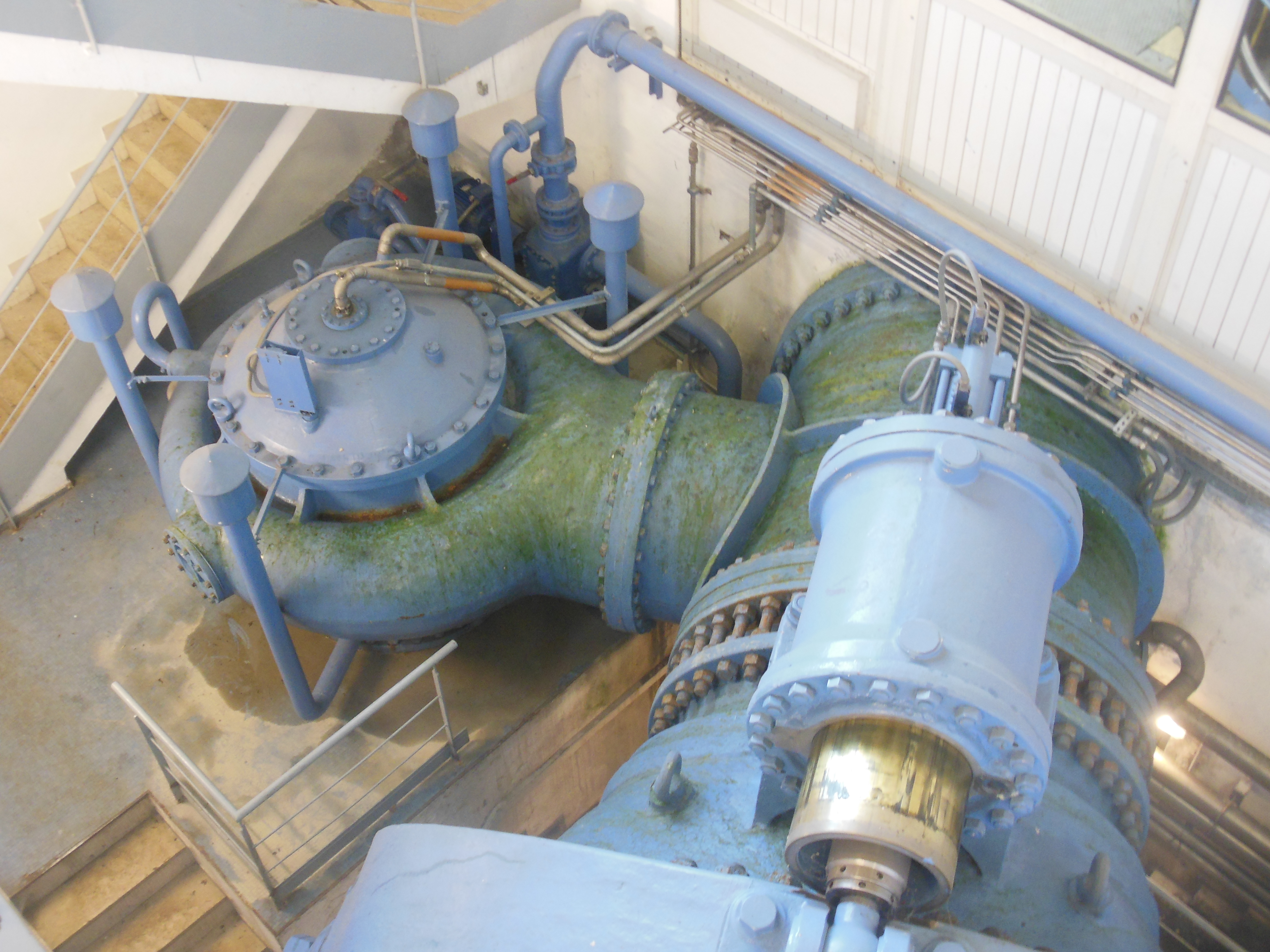
Scarico sincrono all'ingresso della turbina Francis immediatamente a monte della valvola rotativa

Lo scarico sincrono é un dispositivo installato nelle centrali idroelettriche con turbina Francis per limitare gli effetti del colpo d'ariete.
Lo scarico sincrono si trova a valle della valvola rotativa prima dell'ingresso nella turbina e viene attivato in concomitanza ad una improvvisa chiusura del distributore, per permettere lo scarico dell'acqua ed evitare la creazione di una sovrappressione nella condotta.